# Сенегал на Светском првенству у атлетици на отвореном 2019.
Сенегал је учествовао на 17. Светском првенству у атлетици на отвореном 2019. одржаном у Дохи од 27. септембра до 6. октобра шеснаести пут. Репрезентацију Сенегала представљао је 1 атлетичар који се такмичио у трци на 110 м са препонама,
На овом првенству такмичар Сенегал није освојио ниједну медаљу, нити је остварио неки резултат. 

## Учесници
Мушкарци:
- Louis François Mendy — 110 м препоне

## Резултати

### Мушкарци
| Атлетичар            | Дисциплина    | Лични рекорд | Квалификације | Квалификације | Полуфинале           | Полуфинале           | Финале               | Финале       | Детаљи |
| Атлетичар            | Дисциплина    | Лични рекорд | Резултат      | Место         | Резултат             | Место                | Резултат             | Место        | Детаљи |
| -------------------- | ------------- | ------------ | ------------- | ------------- | -------------------- | -------------------- | -------------------- | ------------ | ------ |
| Louis François Mendy | 110 м препоне | 13,59 НР     | 13,75         | 7. у гр. 5    | Није се квалификовао | Није се квалификовао | Није се квалификовао | 30 / 40 (44) |        |